# Satun (província)
Satun é uma província da Tailândia. Sua capital é a cidade de Satun.

## Geografia
A província está localizada na Península malaia, na costa do mar de Andamão. Ela é separada da província de Songkhla pela Cordilheira Nakhon Si Thammarat, e da Malásia pelas Montanhas Titiwangsa.
Os parques nacionais marinhos Parque Nacional Mu Ko Phetra e Parque Nacional Marinho Tarutao estão localizados na província. Perto da fronteira com a Malásia é o Parque Nacional Thale Ban, uma grande área de pântano de água doce.